# Onze Mondial
Onze Mondial este o revistă franceză publicată de Hachette Filipacchi Médias, grupul cu ce înregistrează cele mai mari vânzări. Onze Mondial a fost cunoscută ca Onze până în 1989 când a fost schimbat.
În fiecare an, Onze Mondial dă premiul pentru cel mai bun jucător de fotbal european al anului (Onze d'Or), cât și premiul pentru cel mai bun antrenor.